# Пьяцца деи Мираколи
Пьяцца-деи-Мираколи (итал. Piazza dei Miracoli, что переводится как «площадь чудес»), также известная как Соборная площадь (итал. Piazza del Duomo) — огромная, обнесённая стеной, площадь в старой части итальянского города Пиза, один из самых знаменитых образцов средневековой архитектуры. На ней расположились четыре шедевра средневековой архитектуры: Пизанский собор, Пизанская башня, Баптистерий и кладбище Кампо-Санто. В 1987 году архитектурный ансамбль был внесён в список Всемирного наследия ЮНЕСКО.

## Кафедральный собор

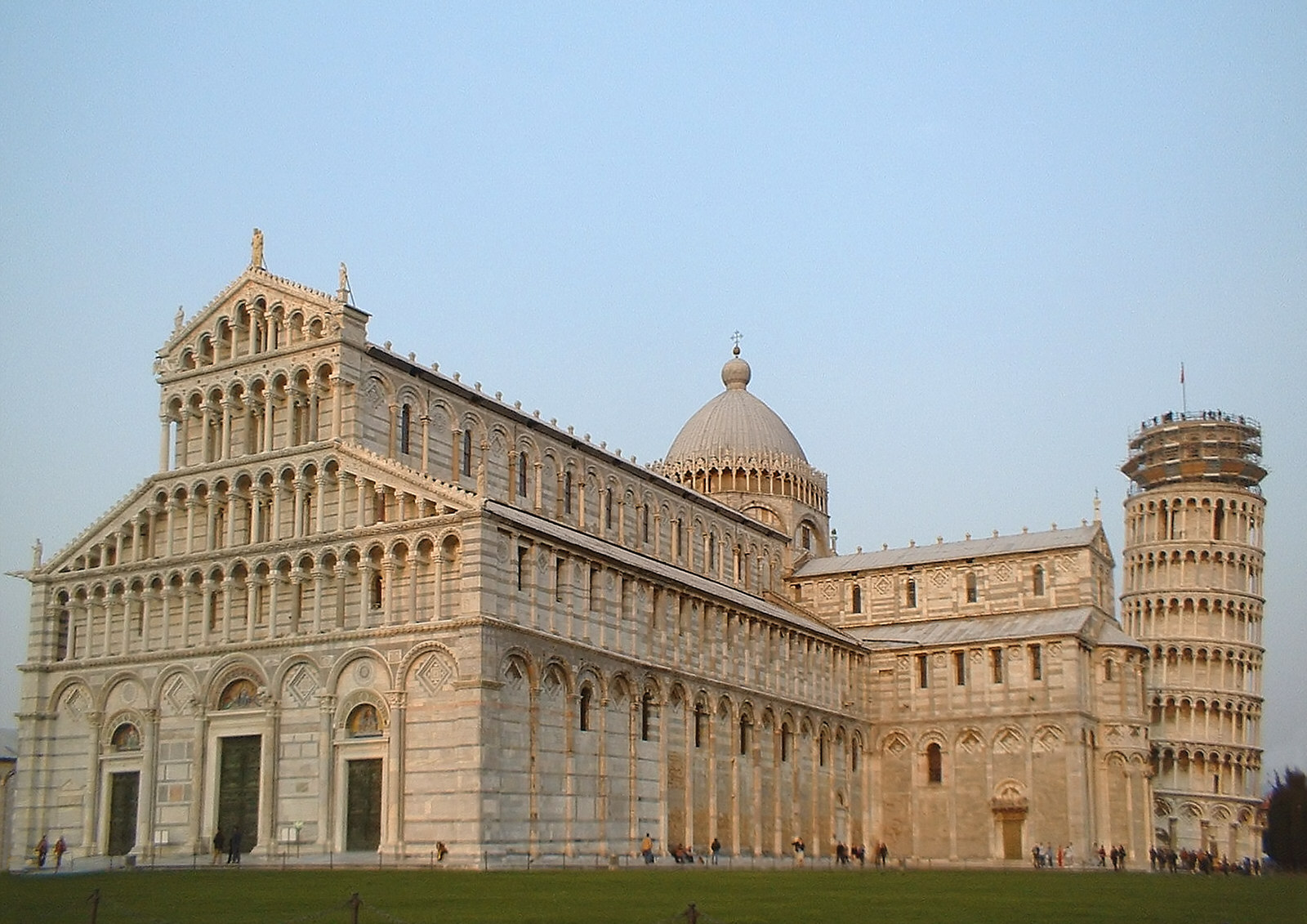
Пизанский собор на закате

Сердце Площади Чудес — средневековый кафедральный собор Санта-Мария Ассунта (Успения Пресвятой Девы Марии) — пятинефный собор с трёхнефным трансептом, прекрасный образец пизанского романского стиля.
Строительство начато в 1063 году архитектором Бускето ди Джованни Джудиче. В фасад, выполненный из серого мрамора и белого камня, установлена разноцветная мозаика, собранная мастером Райнальдо, о чём гласит надпись над центральной дверью: Rainaldus prudens operator.
В фасаде собора расположена могила Бускето, надпись на которой гласит о дате основания собора и победоносной борьбе c сарацинами.
Массивные бронзовые двери были изготовлены в мастерской Джамболоньи, и установлены вместо старых, пострадавших в пожаре 1595 года. Единственная уцелевшая после пожара средневековая дверь (Портал Сан-Раньери), была изготовлена около 1180 года Бонанно Пизано. Также во время пожара уцелела мозаика в апсиде, изображающая Христа с предстоящими Богородицей и Иоанном Богословом. Голова Христа была выполнена в 1302 году Чимабуэ, что стало последней работой умершего в том же году художника. Фреска купола, представляющая вознесение Богородицы, была выполнена Риминальди.
Галилей считал, что сформулировал теорию о движении маятника, наблюдая за раскачиванием ладанкой лампы, свисающего с потолка нефа. Уменьшенная копия этой лампы ныне расположена в часовне Аулла на кладбище Кампо-Санто.
Пожар также пережила кафедра (1302—1310), изготовленная Джованни Пизано и представляющая собой один из лучших дошедших до нас образцов итальянской средневековой скульптуры. Во время одной из перестроек собора кафедра была спрятана, и заново её обнаружили лишь в 1926 году. Верхняя часть кафедры состоит из девяти новозаветных сцен (Благовещение, Избиение младенцев, Рождество, Поклонение волхвов, Бегство в Египет, Распятие, две панели Страшного суда), вырезанных из белого мрамора и разделённых фигурами пророков.
В соборе хранятся мощи Св. Раньери, покровителя Пизы, гробница императора Священной Римской Империи — Генриха VII, а до пожара 1595 года ещё и могила Папы Григория VIII.
В соборе хранятся несколько реликвий времён Крестовых походов — мощи святых Абибо, Гамлиэля и Никодима.

## Баптистерий
Баптистерий Сан Джованни (Иоанна Крестителя итал. Battistero di San Giovanni) в Пизе начал сооружаться в 1152 году на месте более старого баптистерия. Строительство было завершено только в 1363 году. В хронологическом порядке это второе сооружение в Пизе на площади Пьяцца деи Мираколи после Пизанского собора и более раннее, чем Пизанская башня.
Высота здания — 54.86 метра, длина по окружности составляет 107.24 метра. Этот баптистерий самый большой в Италии.

## Колокольня
Колокольня расположена позади собора. Строительство начато в 1173 году и велось в три этапа на протяжении 177 лет. Звонница была достроена только в 1372 году. В 1178 году, когда было возведено три этажа, башня наклонилась. Постройка колокольни была отложена без малого на век и возобновлена только в 1272 году. Седьмой и последний этаж были надстроены в 1319 году.

## Кладбище Кампо-Санто

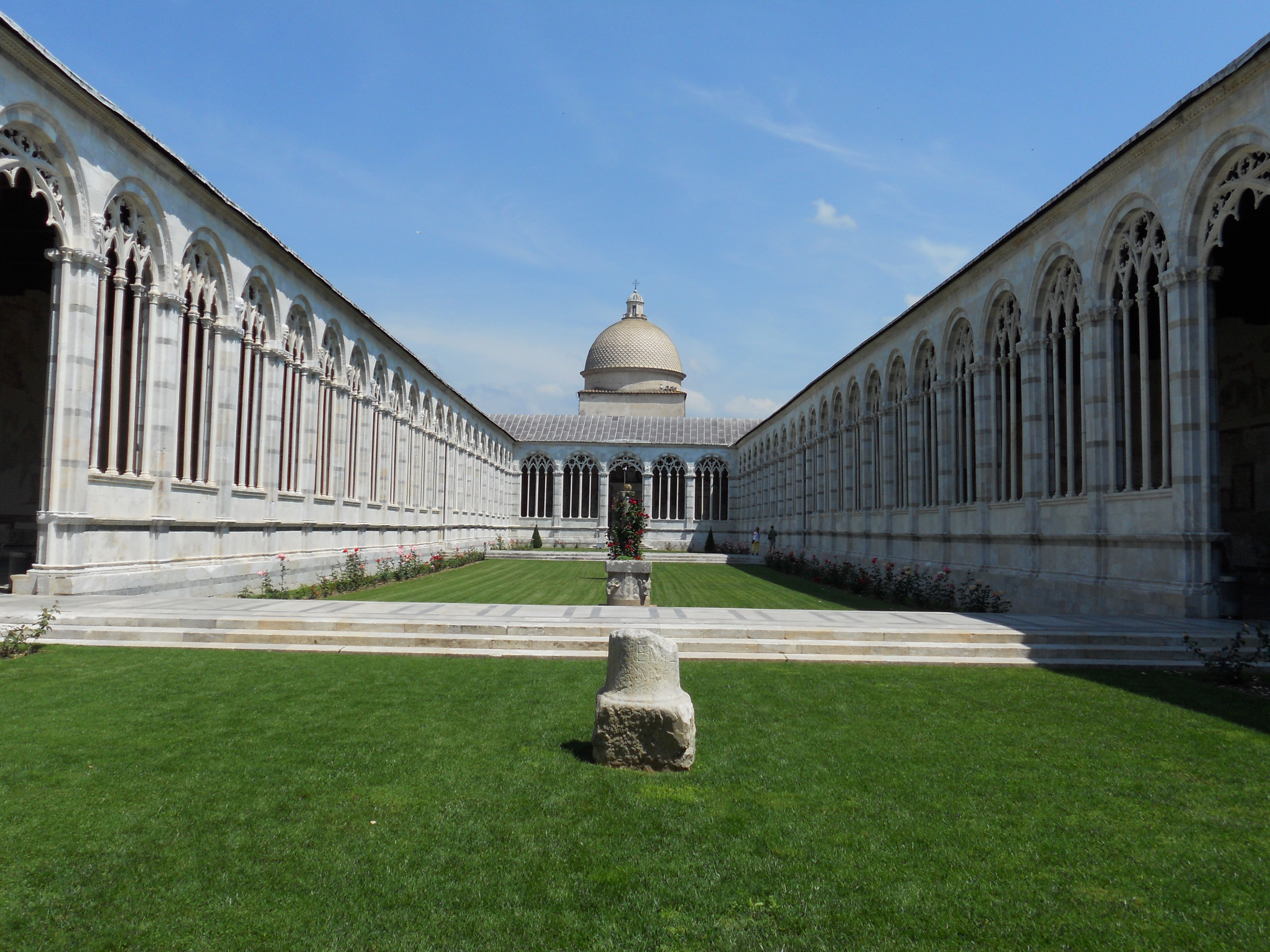
Внутренний двор

Монументальное кладбище Кампо-Санто (итал. Campo Santo) находится в северной части площади. Бытует мнение, что кладбище построено вокруг капсулы со священной землёй с Голгофы, привезённой из Четвёртого крестового похода Убальдо д'Ланфранчи, архиепископом Пизы в 12 веке. Отсюда и название — Кампо-Санто, что в переводе с итальянского означает «Святое поле».
Строительство клуатра начато в 1278 году архитектором Джованни ди Симоном. Он умер в 1284 году, когда Пиза потерпела поражение от генуэзцев в битве при Мелории. Кладбище было построено к 1464 году. Внешняя стена состоит из 43 глухих арок и 2 дверей. Большинство могил расположено под аркадами и несколько на газоне во внутреннем дворике.
Когда-то стены были покрыты фресками, созданными с 14 по 17 века. «Ветхозаветные истории» Беноццо Гоццоли (15 век) располагалась в северной галерее, в южной части «Истории Бытия» Пьеро ди Пуччо (конец 15 века). Здесь же находилась самая знаменитая фреска Буонамико Буффальмакко «Триумф Смерти». Пожар, возникший в результате бомбардировки союзниками города 27 июля 1944 года, уничтожил все фрески. В настоящее время ведутся реставрационные работы.

## Панорама

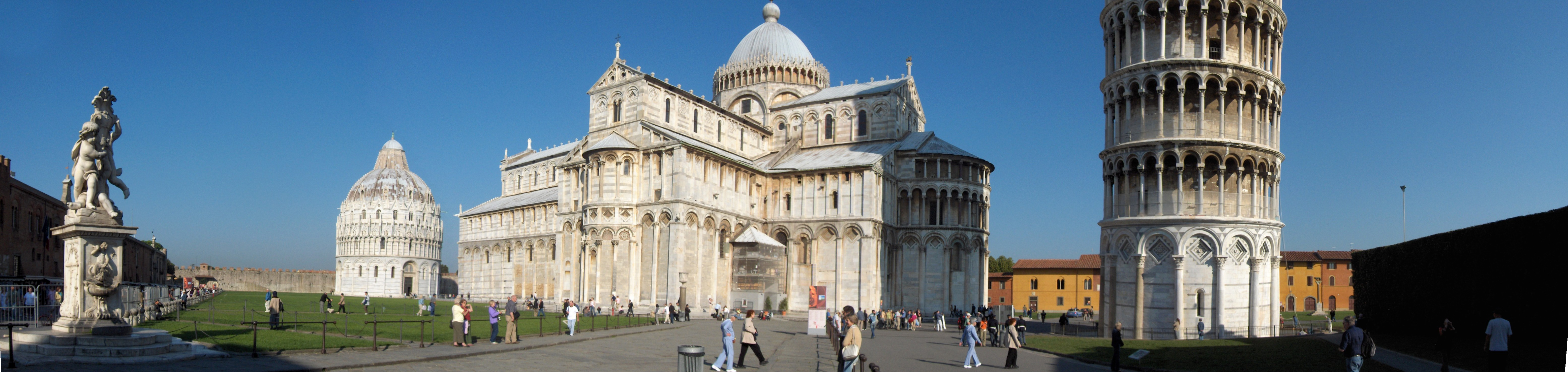
Панорама площади